# طب التمارين
طب التمارين الرياضية هو فرع من فروع الطب يُعنى باللياقة البدنية والوقاية من الإصابات والأمراض وعلاجها باستخدام التمارين الرياضية. في بعض البلدان، يُعترف بطب الرياضة والتمارين الرياضية كأحد التخصصات الطبية، ويخضع لمعايير وتدريب مشابه لتلك الخاصة بالتخصصات الطبية الأخرى. وبالتالي، يُعد طب التمارين تخصصًا طبيًا ناشئًا (غير جراحي)، لكن هناك أيضًا اعتقاد بأن التمارين الرياضية تُعد علاجًا ذا فائدة أساسية لدرجة أنه ينبغي دمجه ضمن جميع التخصصات الطبية. كما يمكن لممارسي الرعاية الصحية المتحالفة أن يتخصصوا في التمارين، مثل اختصاصيي فسيولوجيا التمارين، وأخصائيي العلاج الطبيعي، ومدربي الرياضة، وأخصائيي طب الأقدام.
في حين أن العلاج المميز لتخصص الجراحة هو الإجراءات الجراحية، والعلاج المميز لمعظم التخصصات الطبية (التي يمارسها الأطباء) هو وصف الأدوية، فإن العلاج المميز لطب الرياضة والتمارين هو وصف التمارين الرياضية. وتكون الاستشارات مع أطباء طب الرياضة والتمارين غالبًا مطولة (تتجاوز 30 دقيقة)، ويشمل 74٪ منها وصف التمارين، مما يجعل وصف التمارين الرياضية أكثر العلاجات شيوعًا في هذا التخصص.

## الدليل على فعالية التمارين الرياضية كعلاج طبي
توجد كمية هائلة من الأدلة التي تُثبت أن التمارين الرياضية (عندما تُوصف كعلاج طبي) فعّالة في الوقاية من معظم الأمراض المزمنة الرئيسية وعلاجها،  بما في ذلك السرطان، وأمراض القلب والأوعية الدموية،  والتهاب المفاصل، وهشاشة العظام، وآلام الظهر،  وداء السكري، والاكتئاب وغيره من الاضطرابات النفسية، بالإضافة إلى الوقاية من السقوط لدى كبار السن.
وقد أظهرت الدراسات أن التمارين الرياضية تقلل الوفيات الناتجة عن جميع الأسباب، كما تم إثبات ذلك في عدد كبير من الدراسات الأولية والتحليلات التجميعية   

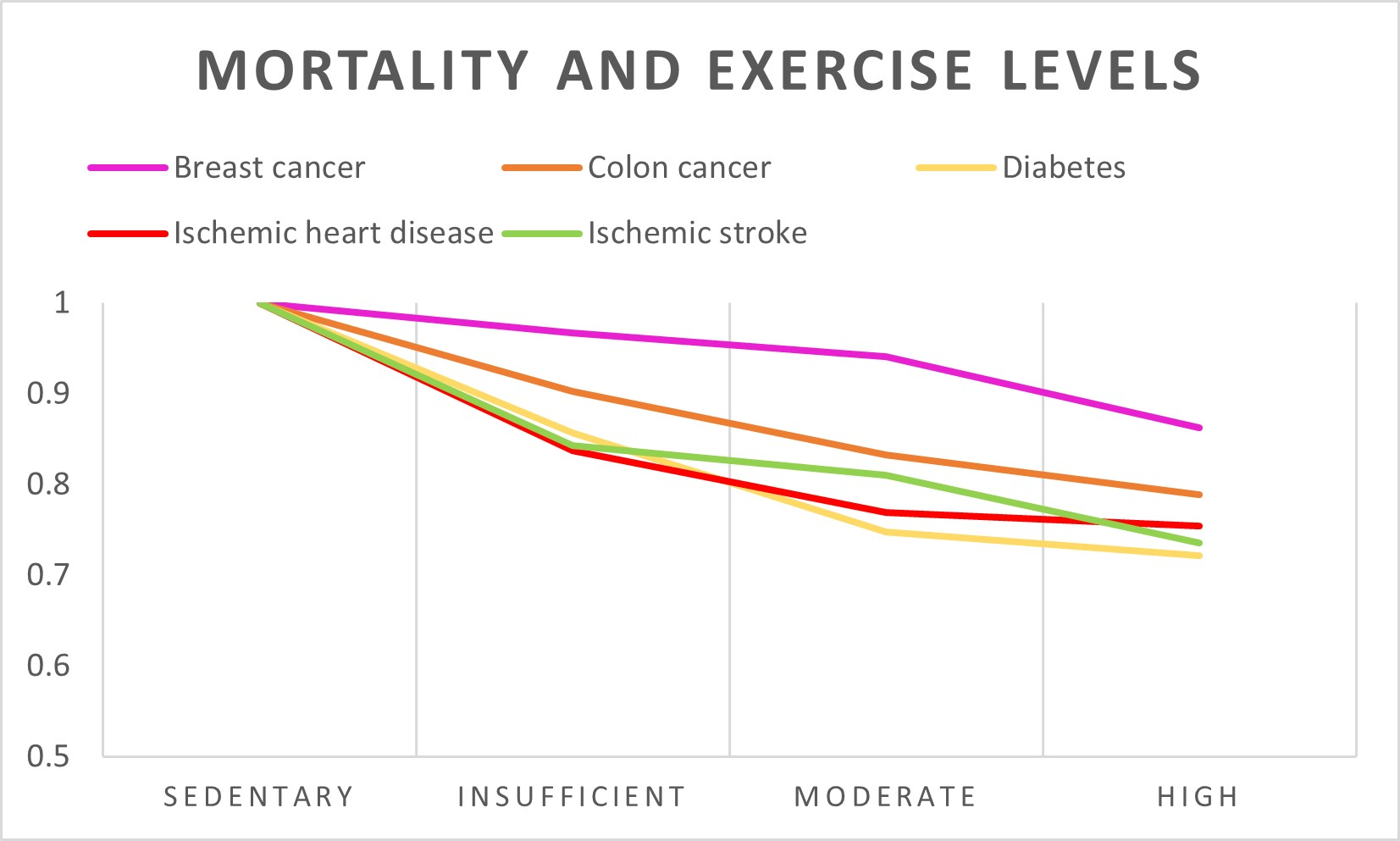
التمارين الرياضية ومعدلات الوفيات الناتجة عن بعض الأمراض

### التمارين الرياضية وأمراض القلب والأوعية الدموية
هناك العديد من الآليات التي تُفسّر كيف يمكن للتمارين الرياضية أن تقلل من أمراض القلب والأوعية الدموية ومن معدلات الوفيات الناتجة عنها، بما في ذلك من خلال خفض ضغط الدم وخفض مستويات الكوليسترول منخفض الكثافة.
وعلى الرغم من وجود عدة آليات محتملة، إلا أن العلاقة بين التمارين الرياضية (كما تم قياسها باستخدام بيانات جهاز التسارع) ووفيات أمراض القلب والأوعية الدموية علاقة قوية، عكسية، وغير خطية.

### التمارين الرياضية والسرطان
أصبحت وصفة التمارين الرياضية علاجًا معترفًا به لمرض السرطان، حيث أظهرت الدراسات أن ممارسة التمارين مرتبطة بانخفاض معدلات الوفيات ومعدلات تكرار أقل للإصابة بالسرطان.  

### التمارين الرياضية والاضطرابات النفسية
التمارين الرياضية تقي وتعالج الاضطرابات النفسية، وعلى وجه الخصوص الاكتئاب،   كما يُحتمل أن يكون لها تأثيرات إيجابية أيضًا في القلق، والاضطراب ثنائي القطب، والميول الانتحارية.

## جرعة التمارين الرياضية
وصفة التمارين الرياضية ليست مجرد مسألة نصح أو مطالبة المريض بزيادة مستوى نشاطه البدني. بل تتطلب خبرة ومهارة كبيرتين، وقد تم وصف الكفاءات الأساسية لهذا المجال بشكل جيد في الأدبيات العلمية.
إن الزيادة المفاجئة في مستوى التمارين من المحتمل أن تؤدي إلى أعراض عضلية هيكلية مؤلمة أو حتى إصابات، مما قد يمنع الاستمرار في ممارسة التمارين لاحقًا.  

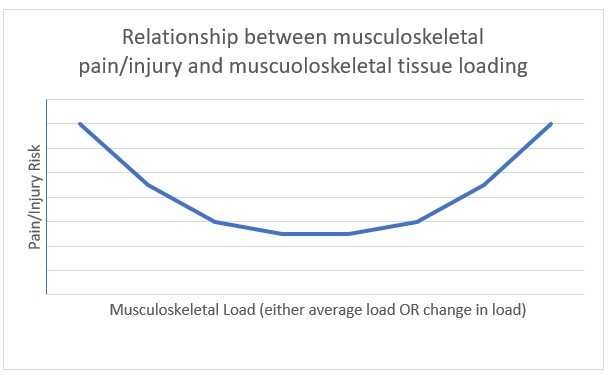
كلاً من التحميل الزائد والنقص في التحميل يمكن أن يؤدي إلى الإصابة
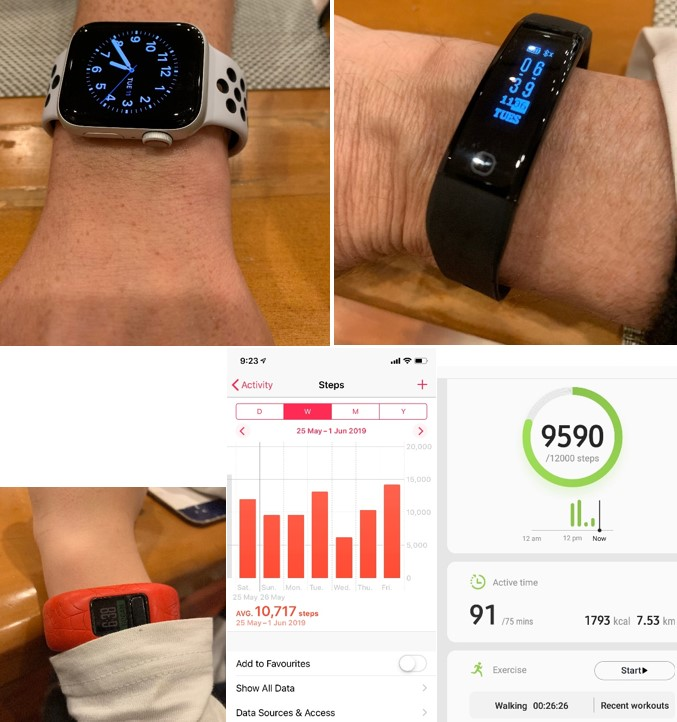
استخدام التكنولوجيا القابلة للارتداء لقياس أحمال التمرين.

تُقدَّر نسبة انتشار هشاشة مفصل الورك والركبة على مدى الحياة بـ:
13% لدى العدائين التنافسيين،
10% لدى غير العدائين،
لكنها تنخفض إلى 4% فقط لدى العدائين الاجتماعيين المعتدلين،
وهو ما يُظهر منحنى على شكل حرف U بين عبء الجري وخطر الإصابة بالتهاب المفاصل (أي أن الجرعات العالية والمنخفضة مرتبطة بخطر أعلى، بينما الجرعة المعتدلة مرتبطة بخطر أقل).
وفيما يتعلق بـآلام الظهر، فإن زيادة مستويات التمارين تؤدي إلى تقليل خطر الإصابة،
بينما التحميل اليدوي المهني (المرتبط بالوظيفة) يزيد من خطر الإصابة.
وتُعرف النقطة المثالية في هذا المنحنى على شكل حرف U (حيث يكون خطر الإصابة في أدنى مستوياته مع جرعة التمرين المناسبة) باسم "منطقة جولدي لوكس" (أي: لا تمارين قليلة جدًا، ولا كثيرة جدًا).  
وقد توجد أيضًا "منطقة جولدي لوكس" للنشاط البدني والوفيات العامة، لكنها تقع عند مستوى عالٍ جدًا من التمارين، مع منحنى U غير متماثل، حيث تمثل مستويات التمرين المنخفضة خطرًا أكبر بكثير على الوفيات العامة مقارنةً بالمستويات العالية جدًا من التمارين.

## التمييز بين طب التمارين والطب الرياضي

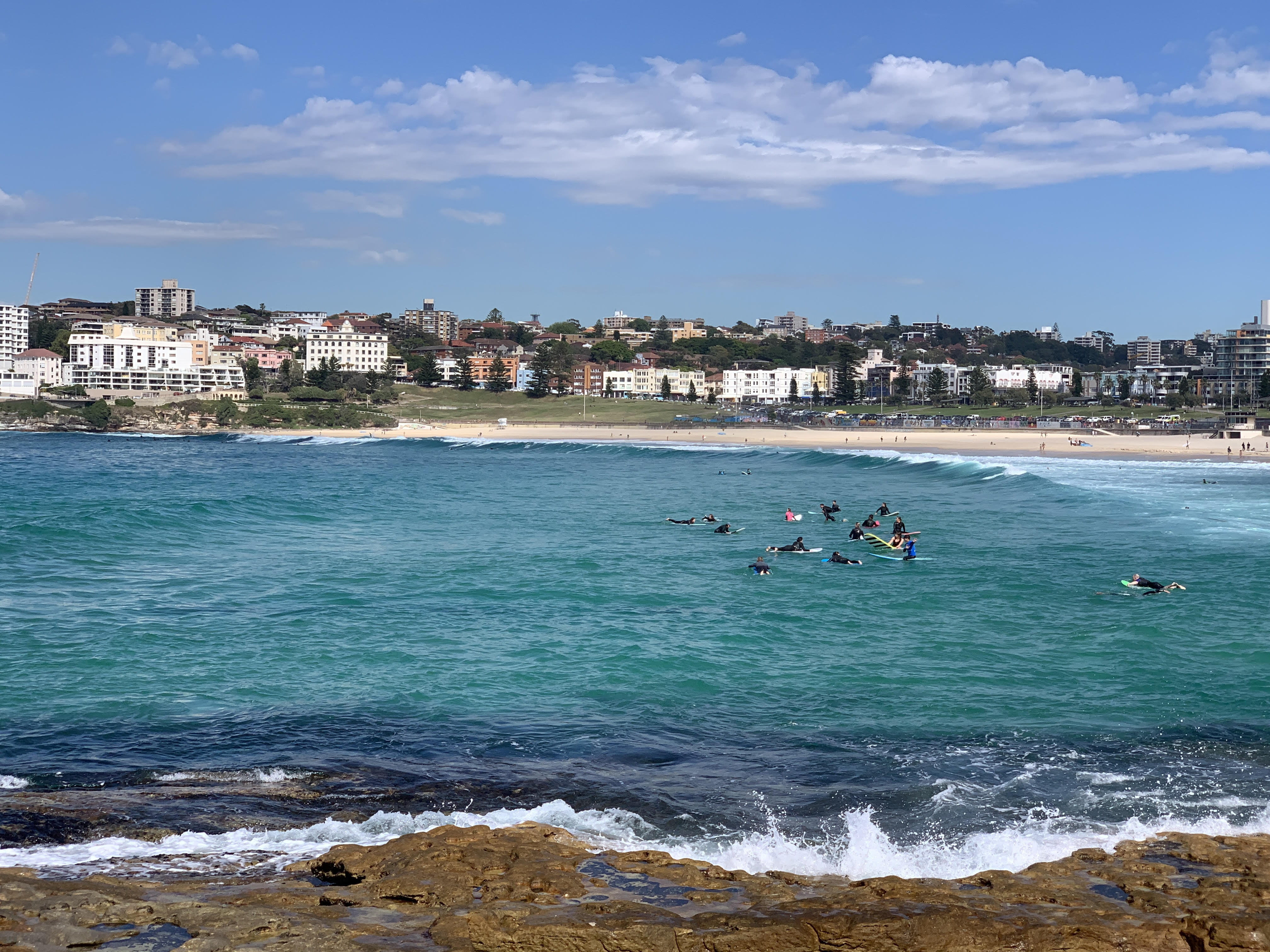
التمارين الترفيهية مثل السباحة وركوب الأمواج لها فوائد صحية متعددة.

الفرق بين الرياضة والتمارين – وبالتالي الفرق بين طب الرياضة وطب التمارين – هو فرق دقيق ولكنه مهم.
ببساطة، تُعتَبَر الرياضة شكلًا من التمارين ولكن مع عنصر إضافي من التنافس، سواء كان التنافس ضد خصم، أو ضد النفس، بهدف تحقيق أقصى تحسُّن في الأداء.
هناك أدلة قوية على أن الرياضيين التنافسيين والمحترفين لديهم معدلات أعلى من بعض الحالات الصحية مقارنةً بعامة السكان، مثل التهاب المفاصل العظمي. 
لكن بالمقابل، هناك أدلة قوية بنفس القدر تشير إلى أن متوسط العمر المتوقع للرياضيين النخبة أطول من عامة السكان. 

## الاعتراف بها كتخصص طبي
يُعترف بطبّ الرياضة كـ تخصص طبي أو تخصص فرعي في أكثر من 50 دولة.
وفي بعض هذه الدول، يُطلق على التخصص اسم "طب الرياضة والتمارين"، وذلك لتأكيد التمييز بين طب الرياضة (الذي يركّز على الأداء)، وطب التمارين (الذي يركّز على الصحة).
تشمل هذه الدول:
أستراليا ونيوزيلندا، حيث تُعتبَر الهيئة العليا هي الكلية الأسترالآسيوية لأطباء طب الرياضة والتمارين، وهي واحدة من 15 كلية طبية تخصصية معترف بها في أستراليا، المملكة المتحدة (كلية طب الرياضة والتمارين في المملكة المتحدة)،
كندا (الأكاديمية الكندية لطب الرياضة والتمارين)،
بلجيكا، البرازيل، فرنسا، الهند، وأيرلندا.

## التمارين كعلاج بديل للرعاية منخفضة القيمة
تتزايد الأدلة على أن العديد من التدخلات الطبية "التقليدية" تكون في أفضل الأحوال غير فعّالة، وقد تكون ضارة في أسوأ الأحوال.
تشمل أمثلة الرعاية منخفضة القيمة ما يلي:
- تنظير الركبة والكتف.
- جراحة دمج الفقرات.
- وصف المواد الأفيونية لعلاج الألم المزمن غير المرتبط بالسرطان.[54] [55]

في المقابل، يمكن استخدام التمارين الموصوفة طبياً – والتي توجد أدلة على فعاليتها في علاج الفُصال العظمي للركبة وآلام الظهر – كبديل لهذه التدخلات التقليدية التي تفتقر للفعالية وتُسبّب آثارًا جانبية أكبر.

### التمارين كوسيلة لتقليل الانبعاثات الكربونية الناتجة عن الرعاية الصحية
تُعدّ الرعاية الصحية مسؤولة عن 3–10٪ من الانبعاثات الكربونية في الدول الغربية.
وعلى الرغم من أن معظم الرعاية الصحية تُعتبر "ضرورية"، إلا أنه من الضروري إعادة تقييم الحاجة إلى الخيارات العلاجية التي تعتمد على كثافة عالية من الكربون، مثل الجراحات، خاصة في ظل الاتفاق الدولي على ضرورة الوصول إلى صافي انبعاثات صفرية لتجنّب انهيار المناخ على كوكب الأرض.
تُعد التمارين كعلاج طبي من العلاجات التي تملك أدنى بصمة كربونية مقارنة بأي علاج طبي آخر.
ولذلك، فإن زيادة التركيز على وصف التمارين كبديل فعّال للعلاجات الطبية كثيفة الكربون هو جزء مهم من إصلاح نظام الرعاية الصحية، وهو إصلاح يجب أن يكون تحويلياً وجذرياً للوصول إلى هدف صفر انبعاثات من الرعاية الصحية.

## التمييز بين "التمرين هو دواء" وطب التمارين
"التمرين هو دواء" هو مشروع غير ربحي ذو علامة تجارية يتبع الكلية الأمريكية للطب الرياضي (ACSM).
وعلى النقيض من ذلك، يُعد "طب التمارين" تخصصًا فرعيًا محددًا من "طب الرياضة والتمارين".
تقوم فكرة "التمرين هو دواء" على أن جميع الأطباء، بغض النظر عن تخصصاتهم، يجب أن يصفوا التمارين بشكل منتظم كجزء مكمّل للاستشارة الطبية التقليدية. 
أهداف مبادرة "التمرين هو دواء" وتخصص "طب التمارين" متكاملة بشكل عام، حيث يسعى كلاهما إلى زيادة النشاط البدني في المجتمع، لا سيّما وأن نسبة كبيرة من السكان غير نشطة بدنيًا.
يقوم أطباء طب التمارين أيضًا بمعالجة فئة فرعية صغيرة من السكان الذين يعانون من نشاط بدني زائد مؤقتًا، ويتطلب الأمر لديهم تقليل الحمل الحركي قليلًا لتجاوز إصابة أو ألم مزمن.
تقوم فكرة "التمرين هو دواء" على إضافة استشارة مدتها 5 دقائق تقريبًا إلى كل استشارة طبية تقريبًا، بحيث يُعامل التمرين كـ "علامة حيوية" وهي فكرة تمتلك قابلية تطبيق واسعة. 
أما اختصاصيو طب التمارين، فيستهدفون أيضًا المرضى الذين لا يستجيبون للوصفة المبدئية البسيطة للتمرين، وذلك من خلال استشارات أطول ومتخصصة تركز فقط على التمرين كعلاج.
وقد وُجِّهَت انتقادات إلى مبادرة "التمرين هو دواء" لأنها تصوّر التمرين كعلاج طبي حصريًا، في حين أنه يجب النظر إليه بشكل أوسع كـ استراتيجية للصحة العامة وعامل وقاية يجب أن يكون متاحًا للجميع، وليس فقط كأداة علاجية ضمن النظام الطبي.

### قراءات أكثر تعمقا
Cairney, John; McGannon, Kerry R.; Atkinson, Michael (8 August 2018). "Exercise is medicine: critical considerations in the qualitative research landscape". Qualitative Research in Sport, Exercise and Health. 10 (4): 391–399. doi:10.1080/2159676X.2018.1476010. ISSN 2159-676X.

## مجلات
1. Medicine & Science in Sports & Exercise
2. Exercise and Sport Sciences Reviews
3. British Journal of Sports Medicine
4. Journal of Exercise Science & Fitness
5. BMJ Open Sport & Exercise Medicine
6. Exercise Medicine
7. PLOS One sports and exercise medicine
8. Qualitative Research in Sport, Exercise and Health